# Chersina angulata
Chersina angulata är en sköldpaddsart som beskrevs av August Friedrich Schweigger 1812. Chersina angulata är ensam i släktet Chersina som ingår i familjen landsköldpaddor. Inga underarter finns listade i Catalogue of Life.

## Utseende
Skölden har hos arten en längd upp till 35 cm. Plattorna som bildar skölden är allmänt halmfärgade men kanterna och en fläck i mitten är mörka. Honor är vanligen mindre än hanar.

## Utbredning
Arten förekommer i sydvästra Namibia och i västra Sydafrika. Den har även introducerats på några öar i samma region. Chersina angulata lever i låglandet och i bergstrakter upp till 1200 meter över havet. Habitatet utgörs av landskap med buskar (vegetationstyp Fynbos) som bildar ett mer eller mindre tätt täcke. Låga växter tillhör ofta klockljungssläktet, grässläkten och korgblommiga växter. I östra delen av utbredningsområdet kännetecknas vegetationen mer av arter från törelsläktet, låga buskar, växter som utgår från en jordstam och gräs. Denna sköldpadda undviker områden med alltför täta buskansamlingar. Stäpplandskapet Karoo är ett lämpligt habitat för arten.

## Ekologi
Individerna lever gärna i regioner med sandig mark där de kan gräva ner sig för att få skydd. De kan även leva i klippiga områden där de gömmer sig under överhängande klippor eller mellan stenar. Arten har främst örter och gräs som föda som kompletteras med mossa, svampar, insekter, snäckskal och avföring från andra djur.
Honor kan para sig flera gånger per år oberoende av årstiden. De lägger ett ägg per tillfälle. Könsmognaden infaller efter 10 till 14 år. Flera exemplar kan leva 50 år eller lite längre.

## Bevarandestatus
Bränder är det största hotet mot beståndet. En större brand som drabbade utbredningsområdet året 2000 dödade uppskattningsvis 99 000 till 280 000 exemplar. Flera individer faller offer för svartvit kråka och några andra för måsar. I sällsynta fall dödas exemplar av människor eller de säljs utan tillstånd på marknader. Trots de beskrivna hoten antas hela populationen vara stabil. IUCN listar Chersina angulata som livskraftig (LC).